# Chocin (obwód rówieński)
Chocin – wieś na Ukrainie, w obwodzie rówieńskim, w rejonie rówieńskim. 